# Сидорчук Вадим Васильович
Вадим Васильович Сидорчук (нар. 2 листопада 1979, с. Судилків, Шепетівський район, Хмельницька область) — український політик. Народний депутат України VIII скликання. Депутат Рівненської обласної ради у 2010–2014 роках від політичної партії «Фронт Змін».
Член Комітету Верховної Ради з питань податкової та митної політики.

## Освіта
З 1987 р. по 1997 р. — Загальноосвітня школа № 1 м. Шепетівка Хмельницької області.
З 1997 р. по 2003 р. — Рівненський інститут слов'янознавства, факультет міжнародної інформації.

## Кар'єра
З 2002 р. по 2003 р. — менеджер з маркетингу ТОВ «Контраст Група».
З 2003 р. по 2005 р. — керівник відділу маркетингу ТОВ «Контраст Група».
З 2005 р. по 2008 р. — директор ТОВ «Контраст Група».
Директор ТОВ «Торговий Дім Любисток».

## Громадська діяльність
З 2006 р. співзасновник громадської організації «Словацький клуб».
На парламентських виборах 2014 р. є № 30 у виборчому списку «Народного фронту».